# Лангвайлер (Идар-Оберштайн)
Лангвайлер (нем. Langweiler) — община в Германии, в земле Рейнланд-Пфальц.
Входит в состав района Биркенфельд. Подчиняется управлению Херрштайн. Население составляет 263 человека (на 31 декабря 2010 года). Занимает площадь 5,20 км².